# Kapitalmarkt

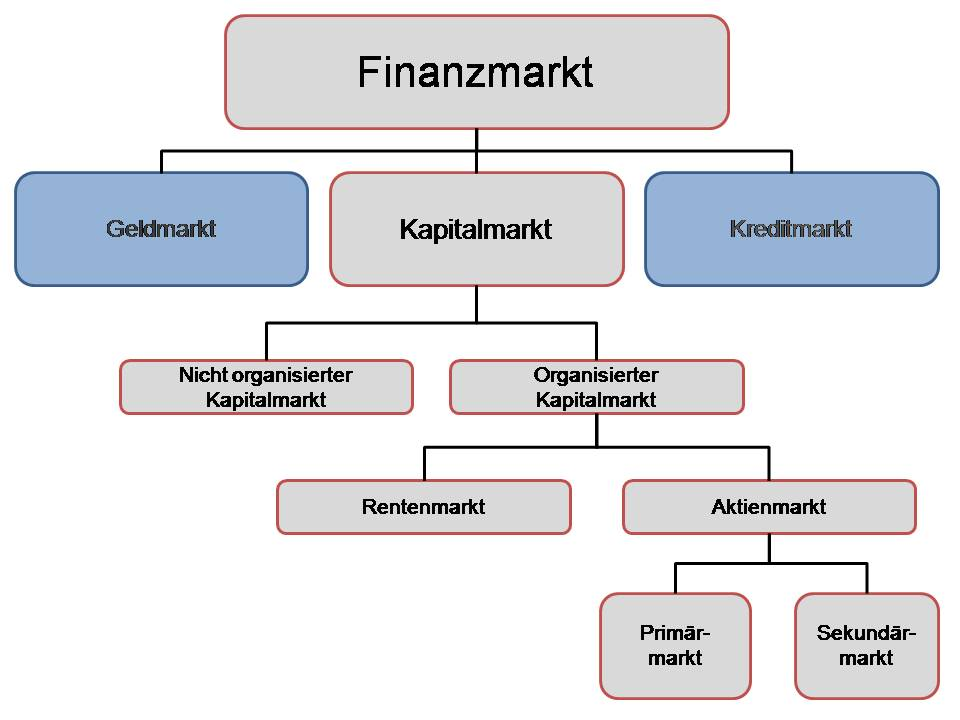
Schematische Gliederung des Finanzmarktes

Der Kapitalmarkt ist derjenige Teilmarkt des Finanzmarktes, auf dem der mittel- und langfristige Kapitalbedarf auf das Kapitalangebot trifft. Kurzfristige Transaktionen erfolgen auf dem Geldmarkt.

## Allgemeines
Das Kompositum „Kapitalmarkt“ setzt sich aus dem Homonym „Kapital“ und Markt zusammen. Unter Kapital ist hier nicht der Produktionsfaktor zu verstehen, sondern die auf diesem Markt als Handelsobjekte dienenden mittel- oder langfristigen Finanzierungsinstrumente. Marktteilnehmer sind alle Wirtschaftssubjekte (Privathaushalte, Unternehmen, der Staat mit seinen Untergliederungen (wie öffentliche Verwaltung und Staatsunternehmen oder Kommunalunternehmen). Sie treten als Kapitalgeber (Anleger), Finanzintermediäre (Kreditinstitute, Versicherungen, Investmentfonds) oder Kapitalnehmer auf. Handelsobjekte sind konkret mittel- oder langfristige Kredite (Investitionskredite, Kommunalkredite), Darlehen (Hypothekendarlehen, Immobilienfinanzierungen) oder Mezzanine-Kapital (Kreditmarkt), Anleihen jeder Art (Rentenmarkt), Aktien und Partizipationsscheine oder Genussscheine (Aktienmarkt). Sind die Handelsobjekte in Form von Wertpapieren verbrieft (Effekten: Aktien, Anleihen und Investmentzertifikate), so heißen sie Kapitalmarktpapiere und können wegen ihrer Verkehrsfähigkeit an der Wertpapierbörse gehandelt werden. Der Preis auf dem Kapitalmarkt ist verallgemeinernd der Kapitalmarktzins, der jedoch wegen der Verschiedenartigkeit der Finanzprodukte keinen einheitlichen Zins darstellt. Als Marktzins fungieren bei Anleihen die Emissionsrendite (Primärmarkt) oder die Umlaufrendite (Sekundärmarkt) bei Aktien die Dividendenrendite, bei Krediten der Kreditzins. Den einzigen organisierten Kapitalmarkt bilden die Börsen mit dem Börsenkurs.
Der Kapitalmarkt unterscheidet sich vom Geldmarkt vor allem durch die Fristigkeit der Handelsobjekte. Diese Einteilung führte im Jahre 1909 der Ökonom Arthur Spiethoff ein. Sie betrifft auf dem Kapitalmarkt Laufzeiten oder Fälligkeiten von mehr als vier Jahren, wobei die Abgrenzung unterschiedlich vorgenommen wird. Die mittlere Fristigkeit (2–4 Jahre) wird in der Fachliteratur entweder dem Geldmarkt oder dem Kapitalmarkt zugeordnet. Der Kapitalmarkt wird häufig auch auf den Wertpapiermarkt verengt, welcher sowohl Dividendenwerte, beispielsweise Aktien, als auch festverzinsliche Wertpapiere, wie Anleihen beinhaltet.

## Marktstrukturen
Sämtliche klassischen volkswirtschaftlichen Produktionsfaktoren werden auf Faktormärkten gehandelt, und zwar die Arbeit auf dem Arbeitsmarkt, der Boden auf dem Immobilienmarkt, Geld auf dem Geldmarkt und das Kapital auf dem Kapitalmarkt:
| Markt           | Angebot                                                        | Nachfrage        | Preis                                       |
| --------------- | -------------------------------------------------------------- | ---------------- | ------------------------------------------- |
| Arbeitsmarkt    | Arbeitsnachfrage                                               | Arbeitsangebot   | Arbeitsentgelt                              |
| Gütermarkt      | Güterangebot                                                   | Güternachfrage   | Marktpreis                                  |
| Geldmarkt       | Geldangebot                                                    | Geldnachfrage    | Geldmarktzins                               |
| Kapitalmarkt    | Kapitalangebot                                                 | Kapitalnachfrage | Kapitalmarktzins                            |
| Kreditmarkt     | Kreditangebot                                                  | Kreditnachfrage  | Kreditzins                                  |
| Immobilienmarkt | Angebot an Wohn- und Gewerbeimmobilien, Agrar- und Waldflächen | Nachfrage        | Kaufpreis/Immobiliarmiete/ Bodenrente/Pacht |

Während Arbeits- und Bodenangebot stark von Natureinflüssen abhängen (Witterung, Bodenbeschaffenheit), wird das Geld- und Kapitalangebot ausschließlich von wirtschaftlichen Erwägungen beeinflusst.

### Kapitalangebot

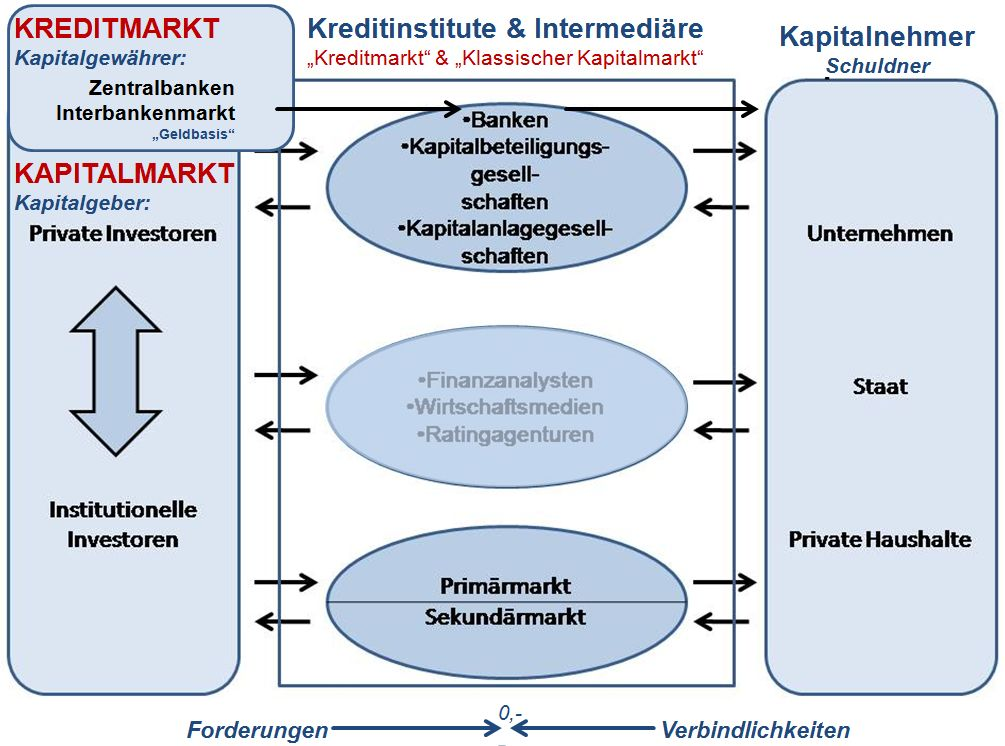
Kreditmarkt-/Kapitalmarktakteure

Das Kapitalangebot stammt von Anlegern, die bereit sind, ihr Kapital langfristig zwecks Geldvermögensbildung zur Verfügung zu stellen. Das sind einerseits diejenigen Anleger, die von vorneherein hierzu bereit waren (Sparer), und andererseits die Anleger, denen der Geldmarktzins auf dem Geldmarkt zu niedrig erscheint. Bei letzteren wirkt sich ihre Anlageentscheidung negativ auf das Geldangebot auf dem Geldmarkt und erhöhend auf das Kapitalangebot auf dem Kapitalmarkt aus. Steigt das Kapitalangebot bei gegebener Kapitalnachfrage, sinkt der Kapitalmarktzins und umgekehrt. Der Grenzertrag nimmt für den Kapitalanbieter mit steigendem Kapitalangebot ab. Die Höhe des Kapitalmarktzinses ist einerseits ein Signal für die Knappheit, andererseits auch stets ein Risikomaß für das mit der Kapitalüberlassung verbundene Kreditrisiko. Stammt das Kapitalangebot aus dem Ausland, spricht man vom Kapitalimport.

### Kapitalnachfrage
Als Kapitalnachfrager kommen die öffentliche Hand (Kommunalanleihen, Kommunalobligationen), die Privatwirtschaft (Industrie: Investitionskredite, Unternehmensanleihen; Immobilienwirtschaft: Wohnungsbau, Gewerbeimmobilien), der Staat (Staatsanleihen) und Privathaushalte (Immobilienfinanzierung) in Betracht. Kapitalnachfrager werden nur dann investieren, wenn die Grenzleistungsfähigkeit des Kapitals den aktuellen Marktzins übersteigt. Steigt der Kapitalmarktzins über die Grenzleistungsfähigkeit des Kapitals, sinkt die Kapitalnachfrage und umgekehrt. Steigt die Kapitalnachfrage bei gegebenem Kapitalangebot, steigt auch der Kapitalmarktzins und umgekehrt. Ausländische Kapitalnachfrage führt zum Kapitalexport.

## Marktgleichgewicht
Der Kapitalmarkt befindet sich im Marktgleichgewicht, wenn das gesamtwirtschaftliche Kapitalangebot {\displaystyle K_{A}} (Sparen) der gesamtwirtschaftlichen Kapitalnachfrage {\displaystyle K_{N}} (Investitionen) entspricht:
{\displaystyle K_{A}=K_{N}}
Das langfristige Marktgleichgewicht ist hergestellt, wenn sich die Kapitalintensität (Kapitalausstattung pro Kopf) nicht mehr verändert. Befindet sich der Kapitalmarkt im Gleichgewicht, so gelangen Ersparnis und Investitionen beim Gleichgewichtszinssatz zum Ausgleich. Ein hoher Kapitalmarktzins kann Privathaushalte zur Kapitalanlage (zu Lasten des Konsums) anregen und damit über ein höheres Kapitalangebot zur Reduzierung des Zinses beitragen und umgekehrt.
Die Aufgabe der Intermediäre liegt darin, das Gleichgewicht zwischen Kapitalangebot und -nachfrage zu erleichtern, indem sie Transaktionen in den Zahlungsströmen der Kapitalnachfrager und -anbieter durchführen, den Informationsstand verbessern und Transaktionsabwicklungen unterstützen.

## Funktionen von Kapitalmärkten
Zu unterscheiden ist zwischen der Allokations-, Informations- und Bewertungsfunktion:
- Die Allokationsfunktion betrifft die Verteilung von Kapitalangebot und -nachfrage. Die Kapitalallokation gilt als effizient, wenn diejenigen Kapitalnachfrager die angebotenen Finanzierungsmittel erhalten, die mit dem Kapitaleinsatz den höchsten Nutzen erzielen können.[17] Effizienzmaßstab ist der Kapitalmarktzins.
- Die Informationsfunktion hat für die Funktionsfähigkeit der Kapitalmärkte entscheidende Bedeutung, weil die Marktteilnehmer ihre Entscheidungen auf der Grundlage verfügbarer Informationen treffen müssen. Kapitalanbieter müssen Zugang zu Informationen über ihr Kreditrisiko beispielsweise durch den Jahresabschluss der Kapitalnachfrager erhalten.[18]
- Die Bewertungs- und Preissetzungsfunktion entfaltet sich vor allem an Börsen, wo Börsenkurse (Aktienkurse oder Anleihekurse) den zukünftigen Erfolg des Emittenten reflektieren. Außerbörslich gehandelte Finanzkontrakte werden durch Ratingagenturen oder Kreditinstitute (Kreditwürdigkeitsprüfung)[19] sowie durch die Risikoklassen der Finanzkontrakte bewertet.
- Die Koordinationsfunktion sorgt dafür, dass die dezentral erstellten und meist nicht miteinander harmonierenden Wirtschaftspläne der Kapitalmarktteilnehmer so weit wie möglich in Einklang gebracht werden.[20]
- Individualschutz: Durch diese Schutzfunktion erhalten die Investoren einen Schutz gegenüber anderen Teilnehmern, die sich einen Vorteil mit Informationsvorsprüngen zu Lasten der Anleger verschaffen wollen.[21]

### Transformationsfunktionen
Man unterscheidet zwischen Mengentransformation, Fristentransformation, Losgrößentransformation und Risikotransformation.

#### Mengentransformationen
Die Mengentransformation umfasst die Ansammlung der in einer Volkswirtschaft gebildeten Ersparnisse und deren Verteilung zu den Investoren in gewünschter Fristigkeit und Mengenordnung.

#### Fristentransformation
Die Fristentransformation ermöglicht den Ausgleich der Fristen zwischen Kapitalgebern und -nehmern. Dabei handelt es sich um die Frist, während der ein Kredit durch einen Anleger in Anspruch genommen wird und um die Frist, die verstreicht, bis ein Sparer seine finanziellen Mittel zur Verfügung stellt. Diese Fristen weichen in der Regel voneinander ab.

#### Losgrößentransformation
Die Losgrößentransformation ermöglicht durch eine Zusammenführung von mehreren Kapitalgebern eine Übereinstimmung, der durch die Kapitalnehmer nachgefragten Beträge, die ein einzelner Kapitalgeber nicht zur Verfügung stellen könnte.

#### Risikotransformation
Eine Risikotransformation findet auf Kapitalmärkten statt, wenn Finanzintermediäre zwischen die Marktteilnehmer mit unterschiedlicher Risikobereitschaft treten und das Ausfallrisiko verändern. Durch die Risikotransformation erhalten die Sparer die Möglichkeit, ihr Kreditrisiko abzusichern oder zu verteilen. Unsichere Zahlungsströme können so in sichere Zahlungsströme umgewandelt werden. So können beispielsweise Risiken durch schwankende Wechselkurse umgewandelt werden.

## Geschichte

### Entwicklung der Kapitalmärkte
Marcus Tullius Cicero berichtete im Jahre 66 vor Christus darüber, dass eine Finanzkrise in der Provinz Asia wegen ihrer Verflechtungen auch Rom ansteckte: „Dieses Kreditwesen und diese Geldgeschäfte, welche in Rom, welche auf dem Forum getätigt werden, sind eng verflochten mit jenen Geldern in Asien“.
Im Spätmittelalter kam es zwischen der zweiten Hälfte des 14. Jahrhunderts und dem Ende des 15. Jahrhunderts durch die herrschende Edelmetallknappheit und die hieraus resultierende monetäre Kontraktion zu einer Liquiditätskrise. Die europäische Edelmetallförderung versiegte, die Münzstätten verringerten ihre Produktion oder stellten sie sogar völlig ein. Das Geldangebot verknappte sich, weil auch die Kreditversorgung auf den Edelmetallvorräten beruhte. Grund war aber nicht nur das geringere Edelmetallangebot, sondern auch die Hortung von Münzen. Zwischen 1331–1340 und 1491–1500 schätzte man den Rückgang der europäischen Münzproduktion auf 80 %.
Kapitalmärkte begannen institutionell mit der Errichtung von Börsen. Die Antwerpener Börse startete 1532 mit einem geregelten Handel von Anleihen, worunter sich niederländische Hofbriefe (Staatsanleihen), Privat-Obligationen der niederländischen Staatsbeamten und Magnaten (für Rechnung der Regierung), Obligationen der niederländischen Provinzialstände, Stadtobligationen, Rentmeisterbriefe und Obligationen der englischen Krone und des Königs von Portugal befanden. Die erste Aktienbörse entstand mit der Amsterdam Stock Exchange (niederländisch Amsterdam beurs) im Jahre 1612. Sie gilt als erste Aktienbörse, die im 17. Jahrhundert einen dauerhaften Aktienhandel ermöglichte. Es folgten Börsen in Königsberg (1613), Lübeck (1614), Frankfurt am Main (1615) oder Leipzig (1635), die zunächst ausschließlich mit Wechseln und Sorten handelten.

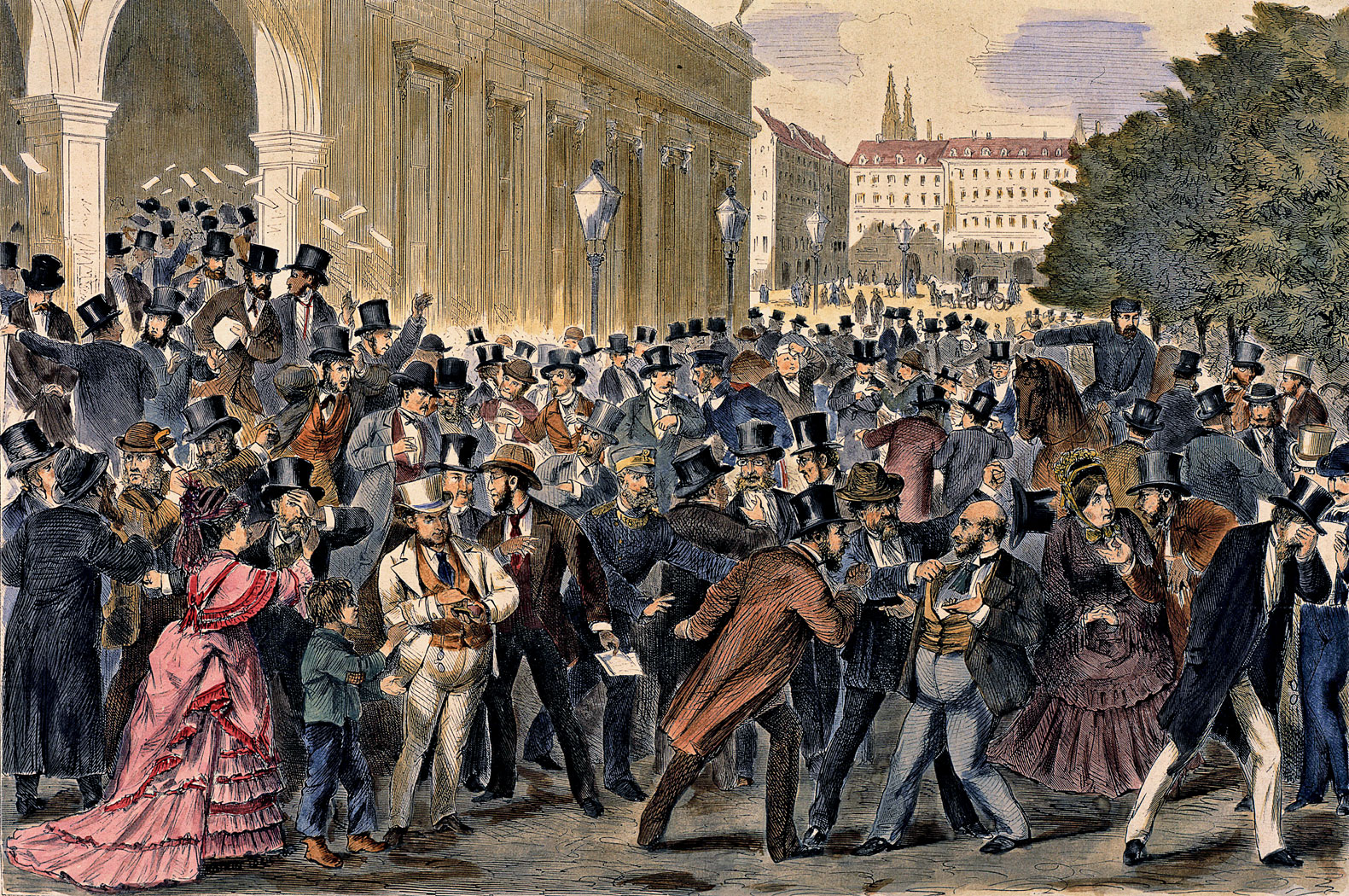
Wiener Börse – Schwarzer Freitag am 9. Mai 1873

Eine der ersten Kapitalmarktkrisen war der Gründerkrach, der erstmals am 5. Mai 1873 zu größeren Kursverlusten an der Wiener Börse führte, wo die Kursstürze am 9. Mai 1873 (Schwarzer Freitag) ihren vorläufigen Höhepunkt erreichten. Die Krise übertrug sich vor allem im Wege des Contagion-Effekts als Große Depression auf das Deutsche Reich.
Der Volkswirt Rudolph Eberstadt hat für seine Monographie aus dem Jahre 1901 über den deutschen Kapitalmarkt sein Material hauptsächlich durch direkte Anfragen bei den Stadtverwaltungen beschafft. Er wies hierin darauf hin, dass die „dauernde Schwäche des deutschen Kapitalmarktes, die Unfähigkeit, zu produktiven Zwecken das nötige Kapital aufzubringen, dürfte durch die Ansprüche der Bodenverschuldung [Hypothekendarlehen, d. Verf.] … zur Genüge erklärt sein“. Eberstadts Hinweis entstand noch in einer Zeit, als die Kapitalmärkte wenig entwickelt und noch weniger erforscht waren.

### Klassische Kapitalmarkttheorie
Die systematischen Untersuchungen über Kapitalmärkte begannen in der Volkswirtschaftslehre erst mit der Entstehung der Kapitalmarkttheorien. Die klassische Kapitalmarkttheorie analysiert, welche Wertpapierkurse oder Wertpapierrenditen sich im Marktgleichgewicht auf einem vollkommenen Kapitalmarkt einstellen. Sie beruht auf dem Prinzip, dass es eine lineare Beziehung zwischen Risiko und Rendite gibt, wonach höhere Renditen nur durch höheres Risiko erzielt werden können. Sie geht von der Existenz eines vollkommenen Kapitalmarktes aus.
Die klassische Kapitalmarkttheorie entwickelte Harry Markowitz im Jahre 1952. James Tobin wandte 1958 das Markowitz-Modell bei der Entwicklung seiner Geldnachfragetheorie an. Dabei erweiterte er die klassische Theorie um die Möglichkeit einer risikofreien Kapitalanlage. William F. Sharpe definierte 1964 das Risiko einer Kapitalanlage ausschließlich als deren statistische Volatilität, also das Ausmaß der Schwankungen der Börsenkurse. Jack Treynor trug 1965 mit der nach ihm benannten Kennzahl Treynor-Quotient zum weiteren Verständnis des Capital Asset Pricing Model (CAPM) bei. Jan Mossin vervollständigte 1966 das nunmehr entstandene CAPM, das als das wichtigste Preisbildungsmodell auf dem Kapitalmarkt gilt.
Eugene Fama entwickelte 1970 den Begriff der Markteffizienz. Demnach ist ein Markt effizient, wenn seine Marktpreise alle verfügbaren Informationen reflektieren. Robert C. Merton erweiterte 1973 die CAPM durch die Mitarbeit am Black-Scholes-Modell zur Bewertung von Finanzoptionen. Die von Stephen Ross 1976 entwickelte Arbitragepreistheorie fordert im Gegensatz zum CAPM kein Marktgleichgewicht mehr, sondern lediglich einen arbitragefreien Wertpapiermarkt.

### Neoklassische Kapitalmarkttheorie
Die neoklassische Kapitalmarkttheorie baut auf der durch John von Neumann und Oskar Morgenstern 1944 entwickelten Erwartungsnutzentheorie auf, bei der rational handelnde Akteure den Erwartungswert ihrer Risikonutzenfunktion maximieren. Sie bildet die Grundlage rationalen Handelns bei Entscheidungen unter Risiko. Sie postuliert, dass, wenn die Präferenz eines entscheidenden Akteurs bezüglich riskanter Handlungsalternativen die Axiome der Vollständigkeit, Stetigkeit und Unabhängigkeit erfüllt, eine Nutzenfunktion existiert, deren Erwartungsnutzen die Präferenz abbildet.

### Kapitalmarktunvollkommenheit
Sowohl die Klassiker als auch die neoklassische Kapitalmarkttheorie gehen zunächst vom idealtypischen Zustand vollkommener Kapitalmärkte aus. In der Realität liegt jedoch aufgrund von Transaktionskosten, Informationsasymmetrien, begrenzt rationalem Verhalten, Liquidationskosten und nicht risikodiversifizierten Portfolios eine Kapitalmarktunvollkommenheit vor.

## Unterscheidungskriterien
Kapitalmärkte werden anhand des Organisationsgrads und der Einteilung in Primär- oder Sekundärmärkte unterschieden.

### Hauptsegmente
Der Kapitalmarkt wird in der Praxis in zwei Hauptsegmente gegliedert, den Primärmarkt und den Sekundärmarkt. Der Primärmarkt liefert Informationen über den Emittenten und dessen Finanzprodukt und ist daher besonders für die Anleger von großer Bedeutung. Der Sekundärmarkt umfasst die Durchführung und Abwicklung der Wertpapiergeschäfte. Der Primärmarkt beschäftigt sich mit dem Angebot von neu herausgebrachten Wertpapieren, die von Investoren nachgefragt werden sollen. Dieser Markt wird auch als Emissionsmarkt bezeichnet, da unter diesem Segment die Erstplatzierung der Aktien und Anleihen während des Emissionsverlaufs zu verstehen ist. Der Sekundärmarkt, auch als Zirkulationsmarkt bezeichnet, umfasst den Wertpapierhandel zwischen den Marktteilnehmern, also den Wiederverkauf der neu emittierten Wertpapiere durch den Ersterwerber an die neuen Anleger. Der bekannteste Ort des Sekundärmarktes sind die Wertpapierbörsen.

### Organisationsgrad
Beim Organisationsgrad wird unterschieden in organisierte Märkte und in nicht organisierte Märkte.

#### Organisierte Märkte
Ein hoch organisierter Kapitalmarkt, wie der börslich organisierte Markt, zeichnet sich durch kostengünstige, schnelle, sichere und jederzeit handelbare, staatlich genehmigte Transaktionen aus. Die Wertpapierbörsen, wie beispielsweise die Frankfurter Wertpapierbörse, sind die höchst organisierten Kapitalmärkte weltweit. Der organisierte Kapitalmarkt untergliedert sich unter anderem in die Aktien- und Rentenmärkte, Emissionsmärkte und Märkte für Schuldscheindarlehen.

#### Nicht organisierte Märkte
Der freie Kapitalmarkt und der Interbankenhandel weisen hingegen, mit nur wenigen Marktregulierungen, einen sehr geringen Grad an Organisation auf. Dort finden hauptsächlich Transaktionen ohne Mitwirkung von Banken, Börsen und Versicherungen statt, die meist unsicher und nicht überschaubar sind. Der in Deutschland am geringsten organisierte Markt wird als Grauer Kapitalmarkt bezeichnet, an dem beispielsweise der Handel von Anteilen an Immobilienfonds im Vordergrund steht.

### Theoretische Modelle
Sowohl in der Volkswirtschaftslehre als auch in der Betriebswirtschaftslehre wird versucht, die oben genannten charakteristischen Merkmale durch Modelle abzubilden. Dabei kommen insbesondere die theoretischen Konstruktionen des vollkommenen und unvollkommenen Kapitalmarktes zur Anwendung.
Charakteristisch für dieses vereinfachte theoretische Modell des vollkommenen Kapitalmarktes ist, dass die Handelsobjekte auf dem Markt homogen sind und vollkommene Markttransparenz vorliegt. Die Möglichkeiten der Aufnahme und Anlage von Kapital sind unbegrenzt. Die Teilnehmer des Marktes können schnell auf Änderungen von Menge und Preis reagieren, da es keine Zeitverzögerungen (englisch time lags) gibt. Auf dem vollkommenen Kapitalmarkt werden Eigen- und Fremdkapital nicht unterschieden, womit es folglich nur einen einheitlichen und gleich bleibenden Marktzins gibt. Diese Annahmen werden schrittweise an die Realität angepasst.
Von einem unvollkommenen Kapitalmarkt (auch imperfekter Kapitalmarkt genannt) spricht man, wenn mindestens eine der vorangegangenen Annahmen nicht erfüllt ist.
Von einem vollständigen Kapitalmarkt wird gesprochen, wenn durch Linearkombinationen der gehandelten Zahlungsströme (Wertpapiere) der gesamte Zustandsraum abgebildet werden kann.